# Segnale di fumo
Segnale di fumo (Smoke Signal) è un film del 1955 diretto da Jerry Hopper.
È un western statunitense con Dana Andrews, Piper Laurie e Rex Reason.

## Produzione
Il film, diretto da Jerry Hopper su una sceneggiatura e un soggetto di George F. Slavin e George W. George, fu prodotto da Howard Christie per la Universal Pictures e girato nello Utah e in Arizona, tra i fiumi San Juan e Colorado dal 28 maggio a metà luglio 1954. Per interpretare le comparse di indiani ute, furono utilizzati 75 nativi navajo.

## Distribuzione
Il film fu distribuito con il titolo Smoke Signal negli Stati Uniti nel marzo del 1955 al cinema dalla Universal Pictures.
Altre distribuzioni:
- in Svezia il 15 agosto 1955 (De röda hämnarna)
- in Belgio il 23 settembre 1955 (De rivier van angst) (Le fleuve d'angoisse)
- in Austria nell'ottobre del 1955 (Rauchsignale)
- in Francia il 3 febbraio 1956 (La rivière de la dernière chance)
- in Danimarca il 27 febbraio 1956 (Røgsignaler)
- in Finlandia il 2 marzo 1956 (Savumerkkejä vuorilla)
- in Portogallo il 14 ottobre 1957 (O Sinal)
- in Brasile (Fuga Heróica)
- in Spagna (Cara a la muerte)
- in Grecia (To teleftaio ohyro)
- in Italia (Segnale di fumo)
- in Germania Ovest (Rauchsignale)
- in Jugoslavia (Dimni signal)

## Promozione
Tra le tagline:
- Spectacularly photographed midst never-before dangers of the Colorado River Rapids!
- Through a Gauntlet of Indian Terror they fled...every moment bringing her nearer safety and leading the man she loved nearer his destruction!